# Despised Icon
Despised Icon (engl. „verachtete Ikone“) ist eine kanadische Band aus Montreal in Québec. Das Sextett spielte eine Kombination aus Death Metal und Metalcore. Dieser Stil wird auch als Deathcore bezeichnet. Sie löste sich 2010 auf und fand im Februar 2014 wieder zusammen.

## Geschichte
Despised Icon wurde im Januar 2002 aus Mitgliedern der Bands Neuraxis, In Dying Days und Heaven's Cry gegründet. Der erste Auftritt fand in Port Huron (Michigan) statt. Bereits kurz nach ihrer Gründung unterschrieben sie einen Plattenvertrag bei Galy Records und veröffentlichten im Oktober 2002 das Debütalbum Consumed by Your Poison. Nachdem es im folgenden Jahr einige Wechsel der Bandmitglieder gegeben hatte, fand sich im Frühling 2004 eine Formation mit den beiden Sängern Steve Marois und Alexandre Erian, den Gitarristen Yannick St-Amand und Eric Jarrin, dem Bassisten Sebastien Piche und dem Schlagzeuger Alexandre Pelletier, und man nahm die selbstbetitelte EP Syndicated Murderers auf, gefolgt von einer Split-EP.

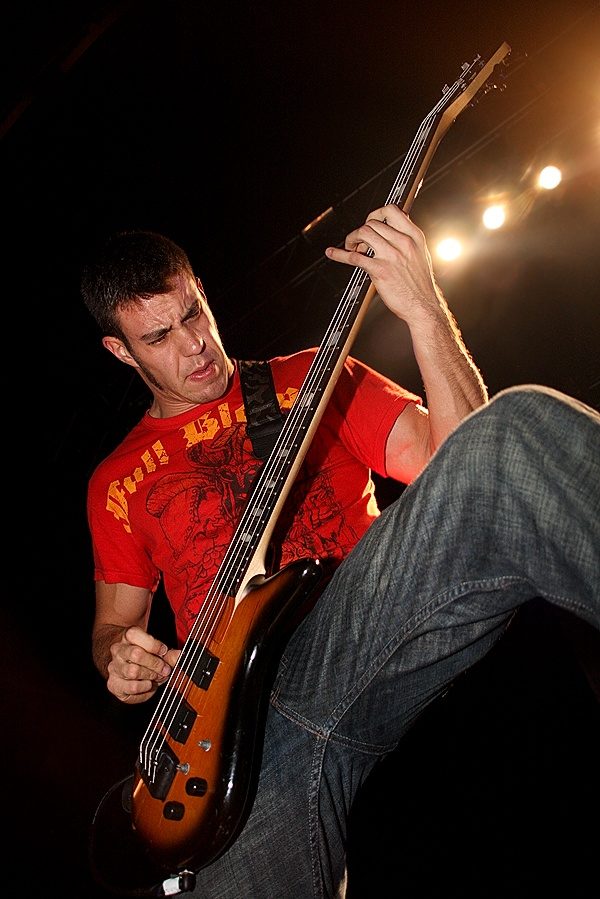
Bassist Max Lavelle 2008 in London

Im Januar 2005 unterschrieben Despised Icon einen weltweiten Plattenvertrag mit Century Media. Das Debütalbum bei dem neuen Label war The Healing Process, welches im April 2005 veröffentlicht wurde. Despised Icon waren 2005 mit Bands wie Cryptopsy, Vader, Suffocation, Aborted, Immolation und Deicide auf Promotion-Tour für The Healing Process.
2006 wurde das Debütalbum Consumed by Your Poison bei Century Media wiederveröffentlicht. Im Frühling 2007 waren sie mit Job for a Cowboy und Dååth auf Support-Tour für Unearth. 2007 wurde das neueste Album The Ills of Modern Man aufgenommen und veröffentlicht. Im selben Jahr gingen Despised Icon mit Bands wie Job for a Cowboy, Suicide Silence, See You Next Tuesday, Winds of Plague und The Acacia Strain auf Tour.
Am 18. Juni 2008 gaben Despised Icon bekannt, dass Bassist Sebastien Piche die Band verlassen hat und von Max Lavelle ersetzt wurde. Im Dezember 2008 verließ Gitarrist Al Glassman die Band und stieg bei Job For A Cowboy ein.
Am 24. März 2009 erschien die Live-DVD Montreal Assault via Century Media. Die DVD beinhaltet Ausschnitte aus dem ausverkauften Konzert in ihrer Heimatstadt Montreal, eine Dokumentation über die Band und alle Musikvideos.
Im selben Jahr arbeitete die Band an einem neuen Album, das am 18. September 2009 mit dem Titel Day of Mourning erschien. Despised Icon führte parallel dazu auf der Internetplattform YouTube ein „Bandtagebuch“ zu den Studioaufnahmen des Albums, bei dem vorab schon Ausschnitte daraus zu hören waren. Ab Oktober spielten Despised Icon mit Architects, Iwrestledabearonce, The Ghost Inside, Oceano, Horse the Band und As Blood Runs Black auf der Imperial Never Say Die! Tour in Deutschland, Luxemburg und anderen Ländern.
Am 7. April 2010 gaben Despised Icon die Trennung der Band zum Ende des Jahres bekannt. Als Gründe dafür gaben sie an, dass sie sich von nun an auf Familie und Karriere konzentrieren wollen.
Nach drei Jahren Pause wurde am 4. Februar 2014 via Video bekannt gegeben, dass sie sich für einige Shows wiedervereinigen.
Am 12. April 2016 gab die Band bekannt, einen Plattenvertrag bei Nuclear Blast unterzeichnet zu haben und ein neues Album namens "Beast" auf den Markt bringen zu wollen.

Despised Icon, Live @ Impericon, München 2016
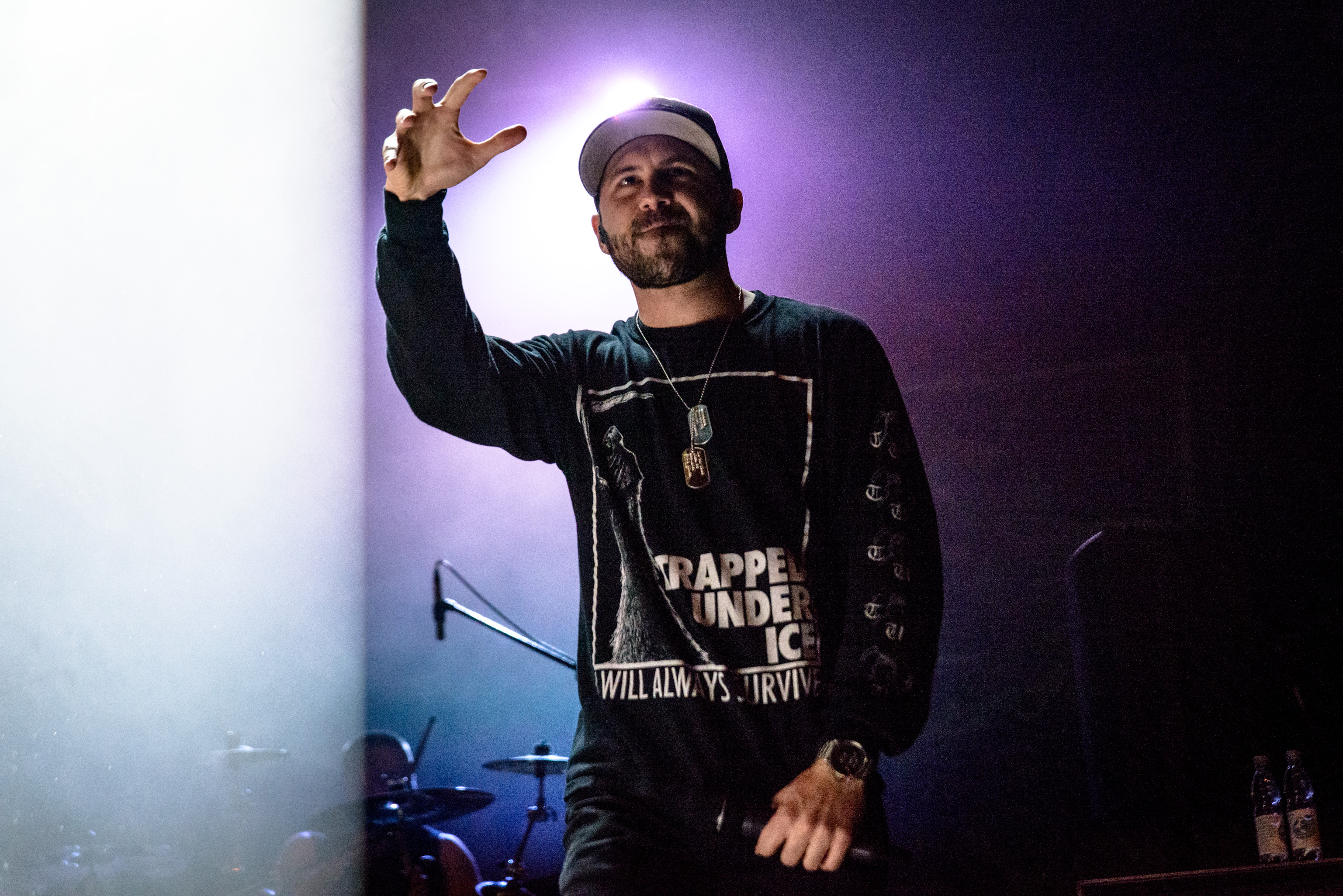
Alex Erian
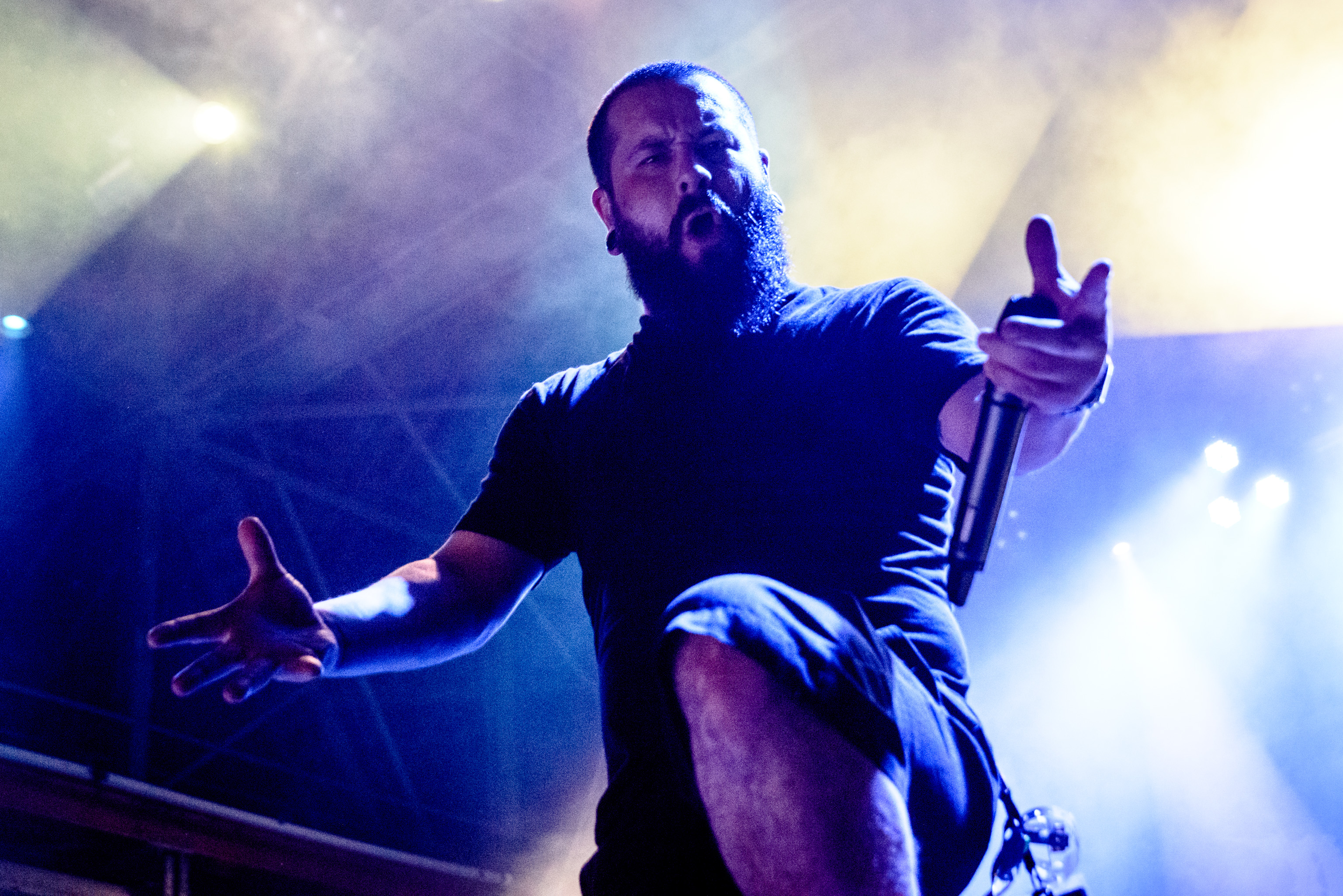
Steve Marois
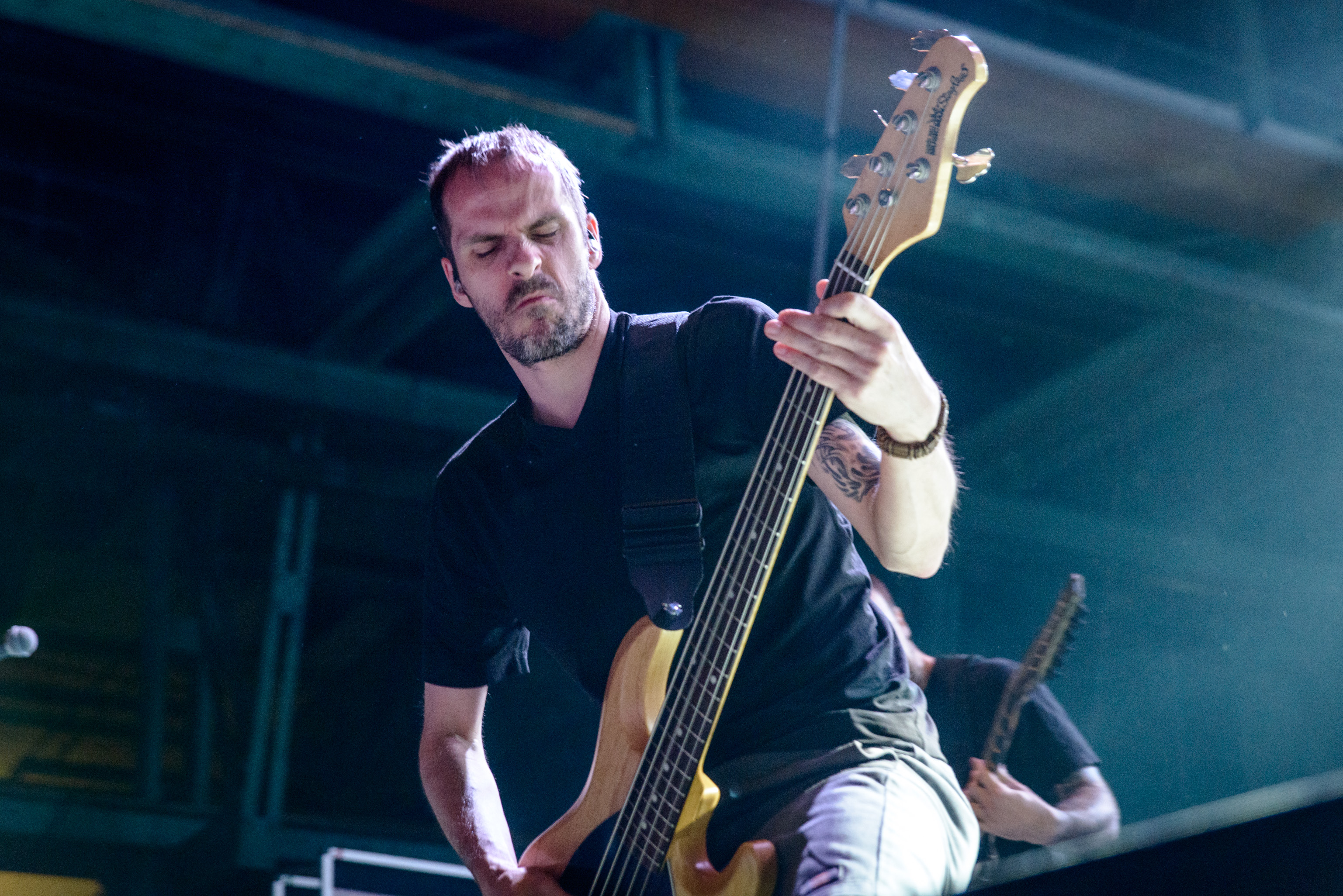
Max Lavelle
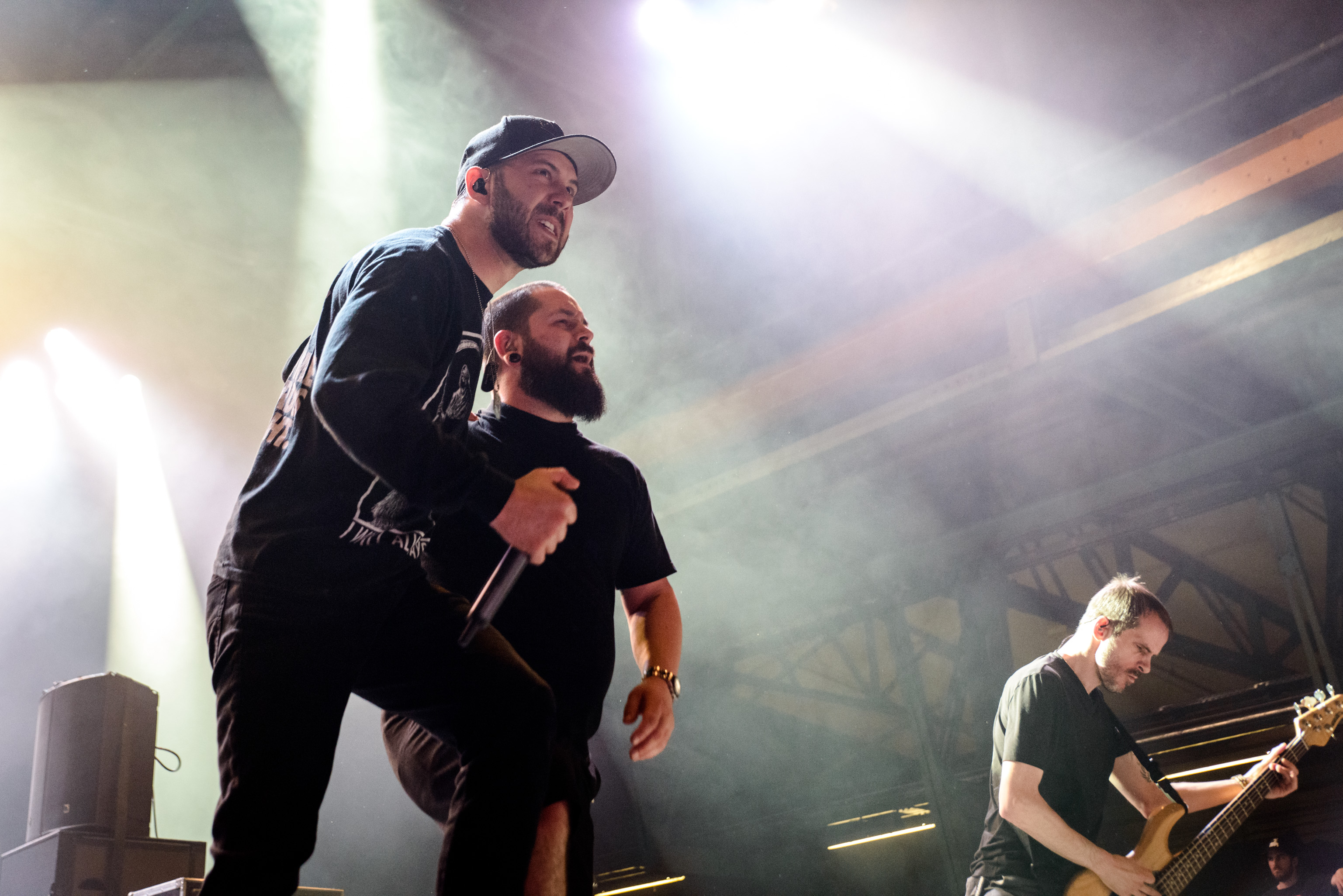
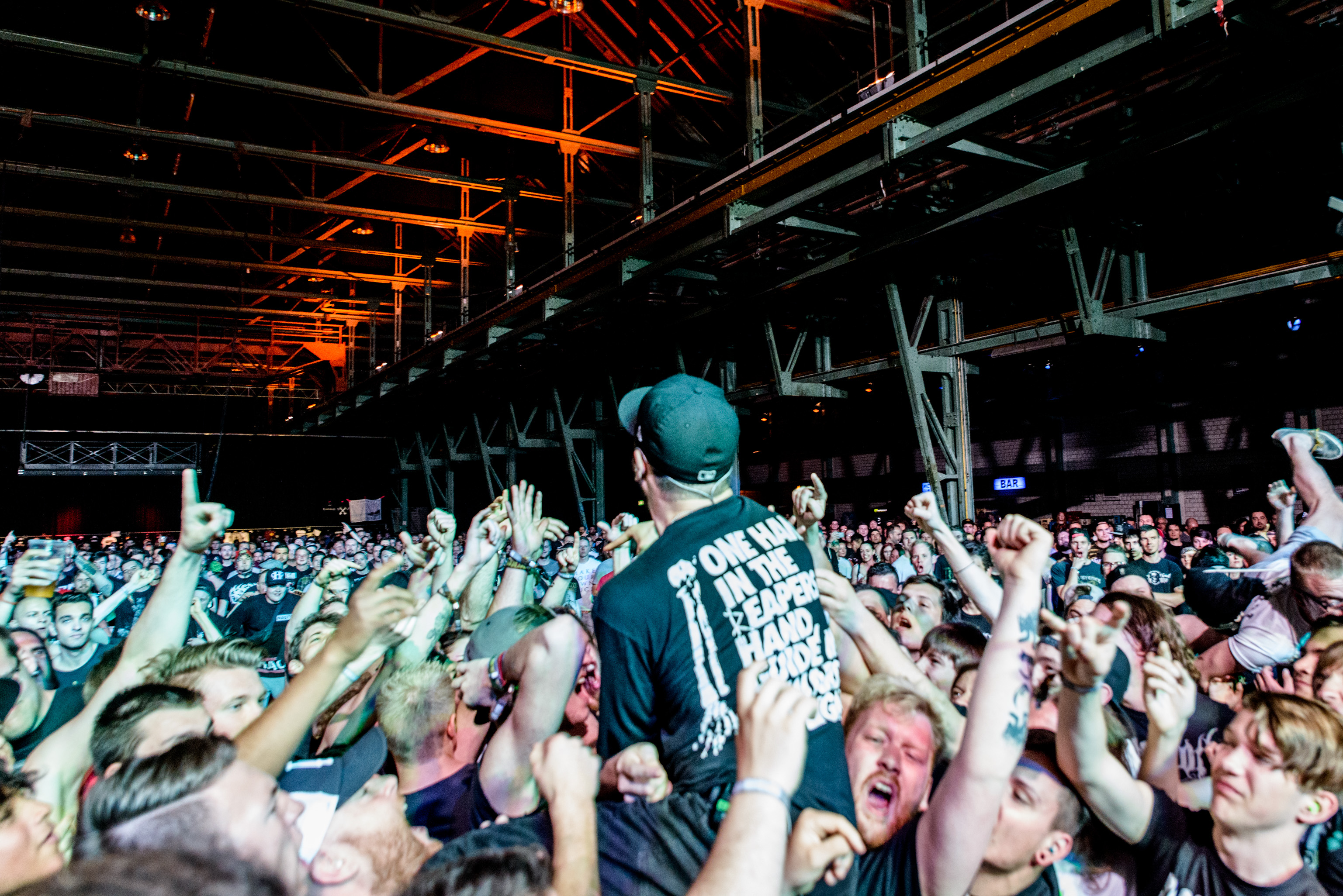
Alex Erian Crowd Surfing

## Diskografie
Alben:
- 2002: Consumed by Your Poison (Galy Records; Wiederveröffentlichung 2006 über Century Media)
- 2005: The Healing Process (Century Media)
- 2007: The Ills of Modern Man (Century Media)
- 2009: Day of Mourning (Century Media)
- 2016: Beast (Nuclear Blast)
- 2019: Purgatory (Nuclear Blast)

Sonstige:
- 2004: Syndicated Murderers (EP)
- 2005: Split-CD mit Bodies in the Gears of the Apparatus (Relapse Records)
- 2006: Demos 2002 & 2004 mit Ion Dissonance (Galy Records)
- 2009: Montreal Assault (Live-DVD, Century Media Records)
- 2022: Déterré (EP; Nuclear Blast)